# Aiseau-Presles
Aiseau-Presles (in vallone Åjhô-Préle) è un comune belga di 10 696 abitanti, situato nella provincia vallona dell'Hainaut.